# Treasure (empresa)
Treasure Co., Ltd. (株式会社トレジャー, Kabushiki-gaisha Torejā) é uma empresa japonesa desenvolvedora de jogos eletrônicos, fundada por ex-funcionários da Konami em junho 19, 1992. a Treasure é mais conhecida por jogos de ação em estilo clássico que empregam sistemas de jogabilidade inovadores. Seus maiores sucessos comerciais foram jogos como Wario World e Mischief Makers, mas eles são mais conhecidos por seus sucessos de crítica, tais como Sin and Punishment, Gunstar Heroes, Dynamite Headdy, Alien Soldier, Guardian Heroes, Radiant Silvergun, Bangai-O, e Ikaruga. Seu primeiro jogo  lançado foi Gunstar Heroes, embora Mcdonald's Treasure Land Adventure tenha sido desenvolvido anteriormente.